# Süper Lig
La Süper Lig, ufficialmente denominata Trendyol Süper Lig dall'edizione 2023-2024 per ragioni di sponsorizzazione, è la prima divisione del campionato turco di calcio. Si svolge sotto l'egida della Federazione calcistica della Turchia.
Erede del Campionato turco di calcio (1924-1951) e della Lega nazionale (1937-1950), la prima edizione del torneo si disputò nella stagione 1959 sotto la denominazione Milli Lig. La squadra più titolata della competizione è il Galatasaray con 25 successi. Galatasaray, Beşiktaş e Fenerbahçe sono le formazioni più presenti, avendo disputato ciascuna delle 68 stagioni del torneo.
Al termine della stagione 2024-2025 la Süper Lig occupava il 10º posto nel ranking UEFA per competizioni di club.

## Regolamento
La Süper Lig si compone usualmente di 18 squadre (21 nella stagione 2020-2021, 20 nella 2021-22, 19 nella 2022-2023 e nella 2024-2025), che si incontrano in gironi di andata e ritorno simmetrici per un totale di 34 giornate. La prima classificata ottiene il titolo di campione di Turchia, mentre le ultime tre squadre retrocedono (senza play-out) e vengono rimpiazzate dalle prime tre della seconda divisione (TFF 1. Lig).
La squadra campione di Turchia si qualifica direttamente per la fase campionato di UEFA Champions League, mentre la seconda si qualifica per il secondo turno preliminare di Champions League. La terza e la vincitrice della Coppa di Turchia sono ammesse rispettivamente al secondo turno preliminare e ai playoff della UEFA Europa League, mentre la quarta è qualificata al secondo turno preliminare della UEFA Conference League. In caso di sovrapposizione (ad esempio se la vincitrice della Coppa è già qualificata tramite piazzamento in campionato), il posto europeo slitta alla successiva squadra meglio piazzata non ancora qualificata.

## Storia
Il calcio venne introdotto nell'Impero ottomano alla fine del XIX secolo dagli inglesi, che lo praticavano a Salonicco. La prima competizione ufficiale risale invece al 1904, quando si disputò il campionato di calcio di Istanbul. Negli anni seguenti in Turchia nacquero molte altre leghe calcistiche regionali. Risale al 1937 la prima edizione della prima competizione calcistica aperta a squadre provenienti da più zone della Turchia, la Lega nazionale. Inoltre dal 1924 al 1951, con alcuni periodi di interruzione, fu organizzato il campionato turco di calcio, che vedeva confrontarsi i vincitori delle varie leghe regionali. 
La Süper Lig si disputa dal 1959 e la sua prima edizione fu vinta dal Fenerbahçe.
Recentemente la Federazione calcistica della Turchia ha aggiunto all'albo d'oro ufficiale le due edizioni (1957 e 1958) della Coppa della Federazione turca, competizione che vedeva di fronte le vincenti dei campionati delle varie regioni della Turchia ed entrambe conquistate dal Beşiktaş, campioni della Turchia europea.
Solo 6 squadre hanno finora vinto il campionato turco: sono il Galatasaray (25 titoli), il Fenerbahçe (19), il Beşiktaş (16), il Trabzonspor (7) e per la prima volta nel 2010 il Bursaspor e nel 2020 l'İstanbul Başakşehir. Le prime tre, considerate le grandi del calcio turco per antonomasia, sono le principali squadre della città sul Bosforo e non sono mai retrocesse.
Anche in Turchia vige l'uso di apporre una stella ogni certo numero di titoli vinti, ma differenza del campionato italiano, dove la stella simboleggia 10 scudetti, in Turchia la si appone ogni 5: pertanto il Galatasaray vanta 5 stelle, il Fenerbahce e il Beşiktaş 3 stelle e il Trabzonspor 1.
Inoltre, come in Italia, in Turchia vi è l'uso di apporre un simbolo distintivo sulle maglie delle squadre campione nazionale. Questo "scudetto" è di forma circolare e riproduce in piccolo la bandiera turca.
Nella stagione 2020-2021 al torneo partecipano in via eccezionale 21 squadre, a seguito della decisione della federazione di bloccare le retrocessioni dalla massima serie nell'annata precedente, condizionata dalla sospensione determinata dalla pandemia di COVID-19. Nella stagione 2021-2022 il numero delle squadre partecipanti è sceso a 20, nel 2022-2023 a 19 e nel 2023-2024 è risalito a 20, per poi tornare a 19 nel 2024-2025, e infine a 18 nel 2025-2026.

## Partecipazioni al campionato
Sono 79 le squadre ad aver preso parte ai 68 campionati di Süper Lig turca disputati dalla stagione 1959 alla stagione 2025-2026 (in grassetto).
- 68 volte:  Beşiktaş,  Fenerbahçe,  Galatasaray
- 54 volte:  Ankaragücü
- 52 volte:  Trabzonspor
- 50 volte:  Bursaspor
- 49 volte:  Gençlerbirliği
- 42 volte:  Altay
- 33 volte:  Samsunspor
- 32 volte:  Göztepe
- 31 volte:  Gaziantepspor
- 30 volte:  Antalyaspor,  Eskişehirspor
- 25 volte:  İstanbulspor,  Konyaspor
- 24 volte:  Çaykur Rizespor
- 22 volte:  Adanaspor,  Kasımpaşa
- 21 volte:  Adana Demirspor,  Denizlispor,  Kayserispor,  Kocaelispor
- 20 volte:  Boluspor
- 19 volte:  Sivasspor
- 18 volte:  İstanbul Başakşehir
- 16 volte:  Karşıyaka
- 15 volte:  Mersin İ. Yurdu
- 14 volte:   Vefaspor,  Zonguldakspor
- 13 volte:  Ankara Demirspor,  K. Erciyesspor,  Sarıyer
- 12 volte:  Türk Telekomspor
- 11 volte:  Diyarbakırspor,  Fatih Karagümrük,  Malatyaspor,  Orduspor,  Sakaryaspor
- 10 volte:  Alanyaspor,  Altınordu,  İzmirspor,  Karabükspor,  Şekerspor
- 9 volte:  Ankaraspor,  Feriköy
- 8 volte:  Beykoz SK 1908,  Giresunspor,  Hacettepe Gençlik,  Keçiörengücü
- 7 volte:  Akhisar Belediyespor,  Gaziantep
- 6 volte:  Manisaspor
- 5 volte:   Hatayspor,  Vanspor,  Yeni Malatyaspor,  Zeytinburnuspor
- 4 volte:  Elazığspor
- 3 volte:  Aydınspor,  Bakırköyspor,  Dardanel,  Erzurumspor
- 2 volte:  Adaletspor,  Alibeyköyspor,  Balıkesirspor,  Beyoğluspor,  Erzurumspor FK,  Eyüpspor,  Hacettepe ,  Sebatspor,  Yeşildirek,  Yozgatspor
- 1 volta:  Bodrum,  Bucaspor,  Kahramanmaraşspor,  MKE Kırıkkalespor,  Pendikspor,  Petrol Ofisi,  Siirtspor,  Ümraniyespor

## Squadre
Stagione 2025-2026
| Club                | Stagione | Città                  | Stadio                            | Stagione precedente                        |
| ------------------- | -------- | ---------------------- | --------------------------------- | ------------------------------------------ |
| Alanyaspor          |          | Alanya                 | Stadio Alanya Oba                 | 14º posto in Süper Lig                     |
| Antalyaspor         |          | Adalia (Muratpaşa)     | Stadio di Adalia                  | 15º posto in Süper Lig                     |
| Beşiktaş            | dettagli | Istanbul (Beşiktaş)    | Beşiktaş Park                     | 4º posto in Süper Lig                      |
| Çaykur Rizespor     |          | Rize                   | Stadio Çaykur Didi                | 9º posto in Süper Lig                      |
| Eyüpspor            |          | Istanbul (Eyüpsultan)  | Stadio Recep Tayyip Erdoğan       | 6º posto in Süper Lig                      |
| Fatih Karagümrük    |          | Istanbul (Fatih)       | Stadio olimpico Atatürk           | 3º posto in 1. Lig, promosso               |
| Fenerbahçe          | dettagli | Istanbul (Kadıköy)     | Stadio Şükrü Saraçoğlu            | 2º posto in Süper Lig                      |
| Galatasaray         | dettagli | Istanbul (Sarıyer)     | Stadio Ali Sami Yen               | 1º posto in Süper Lig, campione di Turchia |
| Gaziantep           |          | Gaziantep (Şehitkamil) | Stadio metropolitano di Gaziantep | 12º posto in Süper Lig                     |
| Gençlerbirliği      |          | Ankara (Yenimahalle)   | Stadio Eryaman                    | 2º posto in 1. Lig, promosso               |
| Göztepe             |          | Smirne (Konak)         | Stadio Gürsel Aksel               | 8º posto in Süper Lig                      |
| İstanbul Başakşehir |          | Istanbul (Başakşehir)  | Stadio Başakşehir Fatih Terim     | 5º posto in Süper Lig                      |
| Kasımpaşa           |          | Istanbul (Beyoğlu)     | Stadio Recep Tayyip Erdoğan       | 10º posto in Süper Lig                     |
| Kayserispor         |          | Kayseri (Melikgazi)    | Stadio Kadir Has                  | 13º posto in Süper Lig                     |
| Kocaelispor         |          | Kocaeli (İzmit)        | Stadio di Kocaeli                 | 1º posto in 1. Lig, promosso               |
| Konyaspor           |          | Konya (Selçuklu)       | Stadio municipale metropolitano   | 11º posto in Süper Lig                     |
| Samsunspor          |          | Samsun (Canik)         | Stadio Samsun 19 maggio           | 3º posto in Süper Lig                      |
| Trabzonspor         |          | Trebisonda (Ortahisar) | Stadio Şenol Güneş                | 7º posto in Süper Lig                      |

## Albo d'oro
- 1957  Beşiktaş (1)
- 1958  Beşiktaş (2)
- 1959  Fenerbahçe (1)
- 1959-1960  Beşiktaş (3)
- 1960-1961  Fenerbahçe (2)
- 1961-1962  Galatasaray (1)
- 1962-1963  Galatasaray (2)
- 1963-1964  Fenerbahçe (3)
- 1964-1965  Fenerbahçe (4)
- 1965-1966  Beşiktaş (4)
- 1966-1967  Beşiktaş (5)
- 1967-1968  Fenerbahçe (5)
- 1968-1969  Galatasaray (3)
- 1969-1970  Fenerbahçe (6)
- 1970-1971  Galatasaray (4)
- 1971-1972  Galatasaray (5)
- 1972-1973  Galatasaray (6)
- 1973-1974  Fenerbahçe (7)
- 1974-1975  Fenerbahçe (8)
- 1975-1976  Trabzonspor (1)
- 1976-1977  Trabzonspor (2)
- 1977-1978  Fenerbahçe (9)
- 1978-1979  Trabzonspor (3)
- 1979-1980  Trabzonspor (4)
- 1980-1981  Trabzonspor (5)
- 1981-1982  Beşiktaş (6)
- 1982-1983  Fenerbahçe (10)
- 1983-1984  Trabzonspor (6)
- 1984-1985  Fenerbahçe (11)
- 1985-1986  Beşiktaş (7)
- 1986-1987  Galatasaray (7)
- 1987-1988  Galatasaray (8)
- 1988-1989  Fenerbahçe (12)
- 1989-1990  Beşiktaş (8)
- 1990-1991  Beşiktaş (9)
- 1991-1992  Beşiktaş (10)
- 1992-1993  Galatasaray (9)
- 1993-1994  Galatasaray (10)
- 1994-1995  Beşiktaş (11)
- 1995-1996  Fenerbahçe (13)
- 1996-1997  Galatasaray (11)
- 1997-1998  Galatasaray (12)
- 1998-1999  Galatasaray (13)
- 1999-2000  Galatasaray (14)
- 2000-2001  Fenerbahçe (14)
- 2001-2002  Galatasaray (15)
- 2002-2003  Beşiktaş (12)
- 2003-2004  Fenerbahçe (15)
- 2004-2005  Fenerbahçe (16)
- 2005-2006  Galatasaray (16)
- 2006-2007  Fenerbahçe (17)
- 2007-2008  Galatasaray (17)
- 2008-2009  Beşiktaş (13)
- 2009-2010  Bursaspor (1)
- 2010-2011  Fenerbahçe (18)
- 2011-2012  Galatasaray (18)
- 2012-2013  Galatasaray (19)
- 2013-2014  Fenerbahçe (19)
- 2014-2015  Galatasaray (20)
- 2015-2016  Beşiktaş (14)
- 2016-2017  Beşiktaş (15)
- 2017-2018  Galatasaray (21)
- 2018-2019  Galatasaray (22)
- 2019-2020  İstanbul Başakşehir (1)
- 2020-2021  Beşiktaş (16)
- 2021-2022  Trabzonspor (7)
- 2022-2023  Galatasaray (23)
- 2023-2024  Galatasaray (24)
- 2024-2025  Galatasaray (25)

## Titoli per squadra
| Club                | Titoli | Stagioni |
| ------------------- | ------ | --- |
| Galatasaray         | 25     | 1961-1962, 1962-1963, 1968-1969, 1970-1971, 1971-1972, 1972-1973, 1986-1987, 1987-1988, 1992-1993, 1993-1994, 1996-1997, 1997-1998, 1998-1999, 1999-2000, 2001-2002, 2005-2006, 2007-2008, 2011-2012, 2012-2013, 2014-2015, 2017-2018, 2018-2019, 2022-2023, 2023-2024, 2024-2025 |
| Fenerbahçe          | 19     | 1959, 1960-1961, 1963-1964, 1964-1965, 1967-1968, 1969-1970, 1973-1974, 1974-1975, 1977-1978, 1982-1983, 1984-1985, 1988-1989, 1995-1996, 2000-2001, 2003-2004, 2004-2005, 2006-2007, 2010-2011, 2013-2014                                                                        |
| Beşiktaş            | 16     | 1957, 1958, 1959-1960, 1965-1966, 1966-1967, 1981-1982, 1986-1987, 1989-1990, 1990-1991, 1991-1992, 1994-1995, 2002-2003, 2008-2009, 2015-2016, 2016-2017, 2020-2021 |
| Trabzonspor         | 7      | 1975-1976, 1976-1977, 1978-1979, 1979-1980, 1980-1981, 1983-1984, 2021-2022 |
| Bursaspor           | 1      | 2009-2010 |
| İstanbul Başakşehir | 1      | 2019-2020 |

## Primati
- Stagione con il maggior numero di giornate: 1962-63 (42)
- Maggior numero di reti segnate: 105 (Galatasaray, 1962-63)
- Partita con più reti complessive: Fenerbahçe - Gaziantepspor 8-4 (1991-92)
- Vittoria con maggior scarto di reti: Beşiktaş - Adana 10-0 (1989-90)
- Miglior rendimento in campionato: 29 vittorie, 1 sconfitta, 6 pareggi (Fenerbahçe, 1988-89)
- Miglior sequenza di risultati utili: 48 (Beşiktaş)
- Minor numero di partite perse: 0 (Galatasaray nel 1985-86, Beşiktaş nel 1991-92)
- Maggior numero di partite vinte: 29 (Beşiktaş nel 1959-60, Fenerbahçe nel 1988-89)
- Maggior numero di vittorie interne consecutive: 25 (Galatasaray)
- Squadra con maggior numero di capocannonieri: Galatasaray (13)
- Maggior numero di titoli vinti consecutivamente: Galatasaray (4)

### Calciatori
- Primatista di titoli vinti: Bülent Korkmaz, Hakan Sükür, Suat Kaya  (8)
- Maggiore numero di vittorie nella classifica marcatori: Metin Oktay (6 volte)
- Primatista di reti in un singolo campionato: Tanju Çolak (39 reti nel 1987-88)
- Primatista di reti in una singola gara:  Tanju Çolak (6 reti in Fenerbahçe-Karsiyaka 7-1, nel 1992-1993)

### Allenatori
- Maggior numero di titoli vinti: Fatih Terim (8, tutti con il Galatasaray)

#### Presenze
Primi 10 giocatori per numero di presenze
| Pos. | Giocatore       | Presenze | Periodo   | Squadre |
| ---- | --------------- | -------- | --------- | --- |
| 1    | Umut Bulut      | 515      | 2001-2024 | Ankaragücü Trabzonspor Galatasaray Kayserispor                                                                            |
| 2    | Oğuz Çetin      | 503      | 1981-2000 | Sakaryaspor Fenerbahçe İstanbulspor Adanaspor                                                                             |
| 3    | Riza Çalimbay   | 494      | 1980-1996 | Beşiktaş |
| 4    | Hakan Şükür     | 489      | 1987-2008 | Sakaryaspor Bursaspor Galatasaray                                                                                         |
| 5    | Hami Mandıralı  | 476      | 1984-2003 | Trabzonspor Ankaragücü |
| 6    | Kemal Yıldırım  | 475      | 1976-1995 | Orduspor Galatasaray Zonguldakspor Adanaspor Ankaragücü Sakaryaspor Gençlerbirliği Zeytinburnuspor Bakırköyspor Gebzespor |
| 7    | Mehmet Nas      | 447      | 1997-2014 | Samsunspor Gençlerbirliği Manisaspor Sivasspor Elazığspor Gaziantep                                                       |
| 8    | Recep Çetin     | 437      | 1983-2001 | Boluspor Beşiktaş Trabzonspor İstanbulspor                                                                                |
| 9    | Müjdat Yetkiner | 429      | 1979-1995 | Fenerbahçe |
| 10   | Bülent Korkmaz  | 428      | 1988-2005 | Galatasaray |

#### Reti
Primi 10 giocatori per numero di reti
| Pos. | Giocatore      | Reti | Periodo   | Squadre                                                              |
| ---- | -------------- | ---- | --------- | -------------------------------------------------------------------- |
| 1    | Hakan Şükür    | 249  | 1987-2008 | Sakaryaspor Bursaspor Galatasaray                                    |
| 2    | Tanju Çolak    | 240  | 1982-1993 | Samsunspor Galatasaray Fenerbahçe                                    |
| 3    | Hami Mandıralı | 219  | 1984-2003 | Trabzonspor Ankaragücü                                               |
| 4    | Metin Oktay    | 200  | 1955-1969 | Galatasaray                                                          |
| 4    | Aykut Kocaman  | 200  | 1984-2000 | Sakaryaspor Fenerbahçe İstanbulspor                                  |
| 5    | Feyyaz Uçar    | 191  | 1982-1996 | Beşiktaş Fenerbahçe Antalyaspor                                      |
| 6    | Serkan Aykut   | 188  | 1993-2006 | Samsunspor Galatasaray                                               |
| 7    | Burak Yılmaz   | 187  | 2006-2020 | Beşiktaş Manisaspor Fenerbahçe Eskişehirspor Trabzonspor Galatasaray |
| 8    | Umut Bulut     | 163  | 2001-2024 | Ankaragücü Trabzonspor Galatasaray Kayserispor                       |
| 9    | Necati Ateş    | 138  | 1997-2015 | Altay Adanaspor Galatasaray Ankaraspor Eskişehirspor Kayserispor     |